# 東部灰大袋鼠
東部灰大袋鼠（學名：Macropus giganteus）又名東部灰袋鼠，为袋鼠科大袋鼠属的一种，是澳洲南部及東部的袋鼠，數量約有700萬。牠們一般重約90~100公斤，站立時約2公尺高。其种加词“Giganteus”意为“巨大的”。

## 特徵
東部灰大袋鼠主要呈淺灰色或褐灰色，腹部呈銀色或奶白色，有些甚至是白色的。東部灰大袋鼠與西部灰大袋鼠很難分辨，牠們有著非常相似的外觀及面部結構，吻部也同樣有幼毛覆蓋。

## 繁殖
東部灰大袋鼠全年都會繁殖。雌性是胚胎滯育的，即可以延後下一胎的出生，直至前一胎的幼袋鼠離開育幼袋。不同於有胎盤的哺乳動物，袋鼠的幼崽沒發育多久就會被生下來。剛出生的幼崽基本沒發育完全，身上無毛，四肢短小，非常無助。它得沿著雌袋鼠的腹部爬到袋子裡，在那繼續發育。等它大點了，它不能直接鑽進袋裡的時候，它會先把頭鑽進去，在裡面翻個身，腿部進去，然後從裡面探出頭來。

## 生態
東部灰大袋鼠分佈在近大城市的南部及東岸。牠們棲息在遼闊的草原，日間以叢林作為遮蔭。牠們是夜間或暮晨活動的。在一些偏遠地區，東部灰大袋鼠是以大群聚居的。

## 速度
東部灰大袋鼠可以移動得很快，最高紀錄達每小時64公里。

## 保育狀況
有指自歐洲殖民澳洲後，袋鼠因草原的增加、澳洲野犬的減少及人工水井的出現而數量大幅上升。現時估計東部灰大袋鼠就有200萬隻。故在一些地區出現宰殺東部灰大袋鼠的情況。雖然東部灰大袋鼠的數量仍很多，但也已從一些地區絕跡。